# Iglesia de San Feliu de Savasona

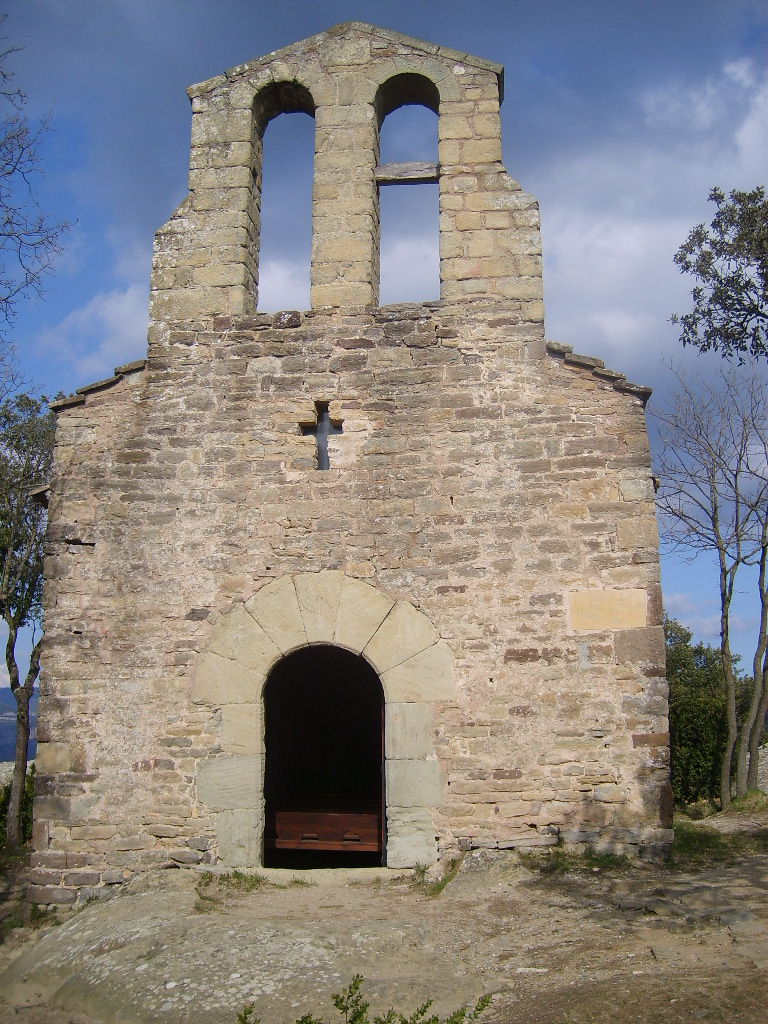
San Feliu de Savasona.

San Feliu de Savasona es un pequeño enclave en la planicie de Vich, en la provincia de Barcelona (España) donde se encuentra una iglesia rural mozárabe y una iglesia románica perteneciente al castillo de Savassona. Desde la localidad de Tabérnolas, pasado el pueblo, aparece la iglesia a la izquierda de la carretera, antes de descender hacia el valle del Ter. La iglesia está situada sobre una colina conocida como el Puig de Sant Feliuet. Está dedicada a San Feliu (San Félix), el mártir primitivo de Gerona, elogiado y cantado por el poeta Prudencio en el siglo V.

## Historia
En el siglo X existía la baronía de Sabasona, que se separó de las tierras del Castell de San Lorenzo. Se supone que alrededor de la primitiva ermita subsistió un núcleo de población manteniéndose firme aun después del paso de Almanzor por estas tierras. La iglesia fue restaurada en 1960 por la Unión Excursionista de Vic.

## La iglesia mozárabe
Esta iglesia de San Feliu está considerada como uno de los pocos monumentos de la planicie de Vich que sirve de ejemplo para suponer cómo eran las iglesias construidas en la Edad Media durante el periodo de la repoblación, después de la conquista de los árabes.
Se levanta cerca del castillo y en el mismo promontorio de piedra arenisca. Es de dimensiones muy reducidas, de tipo llamado pirenaico, con una nave rectangular y un ábside también rectangular ligeramente más pequeño que la anchura de la nave. Está construida sobre roca, con aparejo irregular, un poco más cuidado en las esquinas. Debido al terreno accidentado la orientación se ajusta de manera que el eje de la nave se quiebra en algunos grados hacia la izquierda con relación al ábside. Los muros sobresalen por encima de la superficie del tejado en la parte del fondo y del ábside.
Seguramente hubo incendio y destrucción como consecuencia del paso de Almanzor, pues parece haber sido reconstruida en el siglo XI.

## La iglesia románica del castillo de Savasona

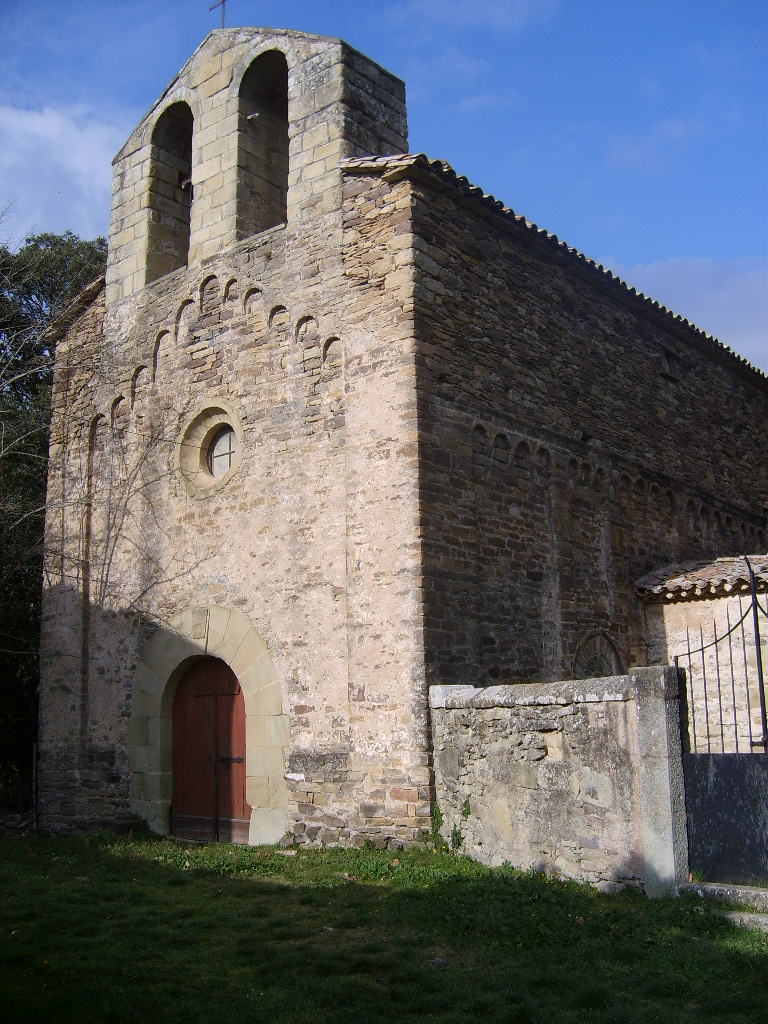
San Pedro de Savasona.

En las inmediaciones puede verse el recinto del castillo de Savassona que fue residencia de los vizcondes de Ausona, señores de Cardona. Allí se encuentra la pequeña iglesia románica de San Pedro, de una sola nave con bóveda de cañón y un ábside con 5 hornacinas interiores. Tiene además una absidiola lateral y en el lado opuesto, una apertura que fue el acceso a la torre campanario hoy desaparecida. En documento escrito se dice que en 1069 esta iglesia recibió un legado para su dedicación y consagración.